# 彩虹 (張惠妹歌曲)
〈彩虹〉（英語：Rainbow）是由台灣女歌手張惠妹演唱的流行歌曲，陳鎮川作詞，阿弟仔作曲，發行於2009年6月26日。

## 內容

### 歌曲簡介
歌曲原名為〈我的同志男友〉，是張惠妹為身邊的同志朋友而唱的歌，歌詞以朋友角度描述身邊的同志好友，此曲後來更名為〈彩虹〉，收錄於2009年6月26日發行的專輯《阿密特》。由於受LGBTQIA+族群喜愛，〈彩虹〉更成為每年台灣同志遊行的主題曲。
〈彩虹〉為張惠妹演唱會必唱歌曲之一，她於2022年《ASMR世界巡迴演唱會》說道：「你們知道當彩虹的顏色疊在一起的時候，其實會變成白色，希望能用我的努力，讓同志這個稱呼、符號，可以從世界上消失，我們都一樣，沒有不一樣」。不忘強調，只要世界有愛，就不會有族群之分。

## 發展

### 歌曲影響
張惠妹曾於2004年發行歌曲〈愛是唯一〉，歌曲MV出現同志婚禮、接吻畫面，在當年引起討論，被視為支持真愛無國界、性別之分的歌曲。
2015年，講述多元成家的電影《滿月酒》獲得張惠妹力挺，免費授權〈彩虹〉單曲，讓電影公司剪接出『真愛限定版』MV。

### 參與性別平權運動
第五屆台灣同志遊行首次選出「彩虹大使」，由張惠妹擔任，於遊行終點舞台演唱，她也是第一位擔任同志遊行「彩虹大使」的女歌手。該屆遊行主題為「彩虹有夠力」，舉辦於2007年10月13日，地點為台北市國父紀念館，遊行路線從國父紀念館大門出發，沿仁愛路、安和路、敦化南路、忠孝東路、逸仙路、松高路、台北市政府後方廣場。共有15,000人參與，創歷年最高紀錄。
2010年，張惠妹二度擔任同志大遊行彩虹大使，說道「要當同志朋友永遠的義工」，引起現場轟動。

## 翻唱版本
黃氏兄弟於2018年發起百位YouTuber創作者大合唱〈彩虹〉力挺婚姻平權。